# That's Why God Made the Radio
That's Why God Made the Radio je devetindvajseti album ameriške glasbene skupine The Beach Boys. Izšel je leta 2012 pri založbi Capitol Records.

## Seznam skladb
1. "Think About the Days" - 1:27
2. "That's Why God Made the Radio" - 3:19
3. "Isn't It Time" - 3:45
4. "Spring Vacation" - 3:06
5. "The Private Life of Bill and Sue" - 4:17
6. "Shelter" - 3:02
7. "Daybreak Over the Ocean" - 4:20
8. "Beaches in Mind" - 2:38
9. "Strange World" - 3:03
10. "From There to Back Again" - 3:23
11. "Pacific Coast Highway" - 1:47
12. "Summer's Gone" - 4:41